# Хаим Бар-Леви
Хаим Бар-Леви (хебр. חיים בר-לב; Беч, 16. новембар 1924 — Тел Авив, 7. мај 1994) је био израелски генерал и политичар, начелник Генералштаба Израелских одбрамбених снага (1968–1972)

## Биографија
Рођен је 16. новембра 1924. године у Бечу, а одрастао је у Загребу. Доселио се у Палестину 1939. године за време британског мандата над Палестином. Ступио је у војну службу 1942. године и прошао пилотску и падобранску обуку, што му је помогло да касније то знање искористи у развоју израелских одбрамбених снага.
Дигао је у ваздух мост код Јерихона 1946. године и тако спречио арапске милиције да дођу у јеврејске градове. Борио се у Арапско-израелском рату 1948. године на Синају. У време Суецке кризе 1956. године је био заповедник 27. оклопне бригаде која је заузела појас Газе.
За време Шестодневног рата 1967. године је био заменик начелника Генералштаба Израелских одбрамбених снага.
Начелника Генералштаба Израелских одбрамбених снага је био од 1. јануара 1968. до 1. јануара 1972. године, када је на његово место дошао Давид Елазар. Потом је постао министар трговине и индустрије (1972−1977), а био је и министар снабдевања (1974). Привремено је враћен у војну службу са министарског места током Јомкипурског рата 1973. године.
На изборима 1977. године је изабран у Кнесет. До 1984. године је био генерални секретар Израелске лабуристичке партије. Од 1984. до 1990. године је био министар полиције.
Између 1992. и 7. маја 1994. године је био израелски амбасадор у Русији.